# ヤイトハタ
ヤイトハタ（学名：Epinephelus malabaricus）は、ハタ科に分類される魚類の一種。インド太平洋に分布する大型のハタ。国内では南日本の温暖な海域で見られる。

## 名称
和名の「やいと」とはお灸の意味であり、体表全体に散らばる黒褐色の斑点をお灸の跡に見立てて命名された。別名はニセヒトミハタ。英名はblackspot rockcod、estuary rockcod、giant rock cod、greasy grouper、Malabar rockcod、Morgan's cod、speckled grouperなどがある。

## 分布と生息地
紅海、東アフリカからトンガ諸島まで、インド太平洋の温暖な海域に分布する。地中海へ侵入した個体が稀に発見される。日本では兵庫県沖、島根県敬川沖、相模湾、三重県、和歌山県串本・白浜、高知県柏島、愛媛県深浦、宮崎県沿岸、鹿児島県内之浦湾・指宿市開聞川尻近海、種子島、屋久島、奄美大島、沖縄諸島以南の琉球列島で確認されている。水深2 - 150 mのラグーン、マングローブ林、サンゴ礁、岩礁、砂地、泥地などに生息する。定住性が強く、あまり移動しない。幼魚は汽水域にも進出する。

## 形態
全長は最大234 cmだが、通常は100 cm程度。体色は淡灰色から淡褐色で、暗褐色の斑点と白い斑模様が散在し、斑点は成長と共に増加する。体側面には茶色の斜帯が入る。幼魚では体側に5本の暗褐色の横帯があるが、成長と共に消失する。幼魚には茶色の斑点が多数散らばる。尾鰭後縁は丸い。背鰭は11棘と14 - 16軟条から、臀鰭は3棘と8軟条から、胸鰭は18 - 20軟条から成る。よく似たチャイロマルハタとは、本種には白い斑模様があり、斑点が黒く瞳孔より小さいことで見分けられる。

## 生態
雌性先熟の雌雄同体で、雌から雄に性転換する。魚、甲殻類、頭足類を捕食する。本種の寄生虫には、単生綱の Pseudorhabdosynochus manifestus、P. maaensis、P. malabaricus、P. manipulus、P. marcellus、P. maternusが知られている。

## 人との関わり
市場にはあまり出回らないが、美味な食用魚である。同属のクエと同様、鍋や刺身にして賞味する。しかし身にクセがあり、味はクエには及ばないとされている。養殖も盛んに行われており、同属のクエ・マハタと人工的に種間交雑させ雑種を生み出すことができ、クエとの雑種は「クエハタ」と呼ばれる。

## 画像

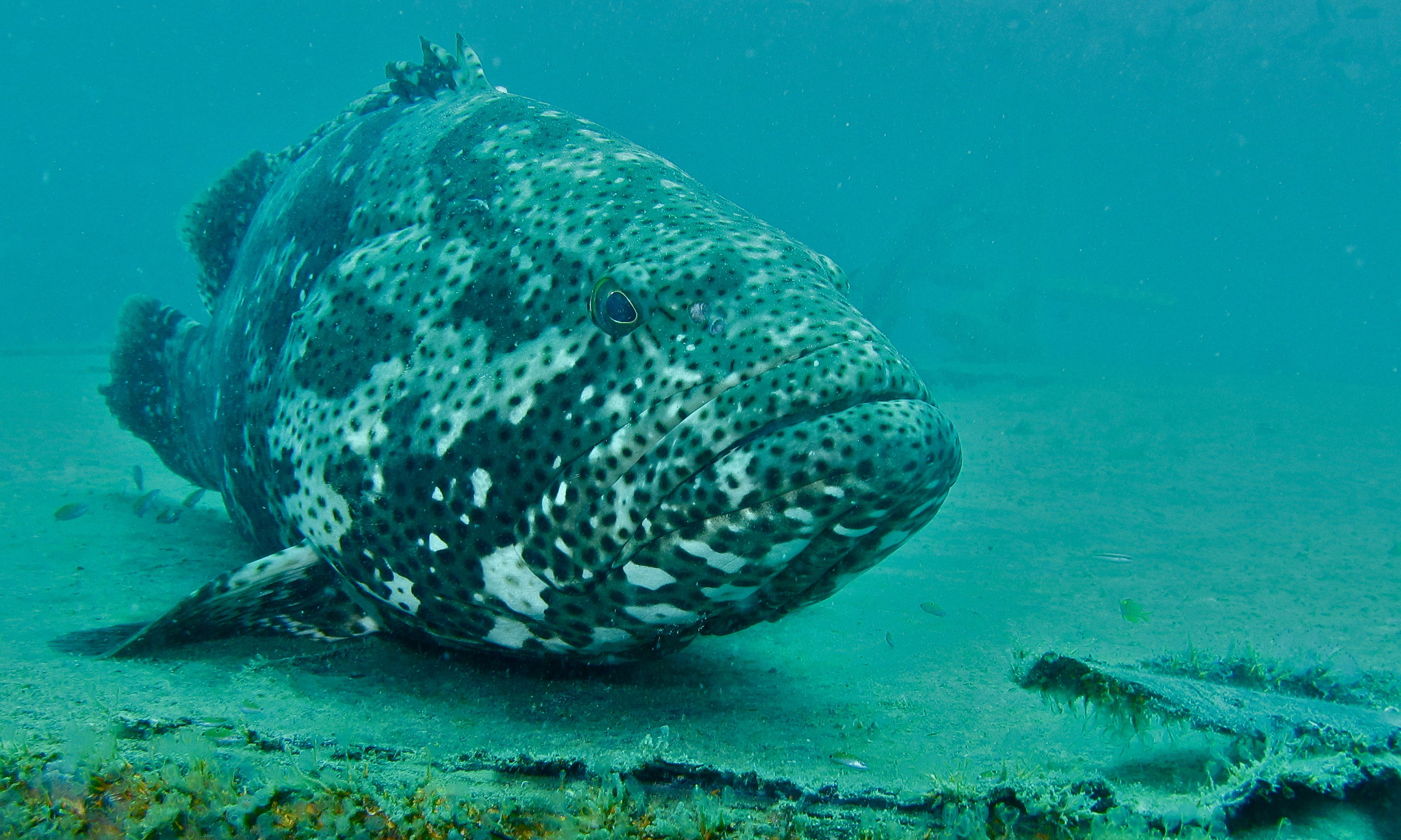
マレーシア、サバ州で撮影
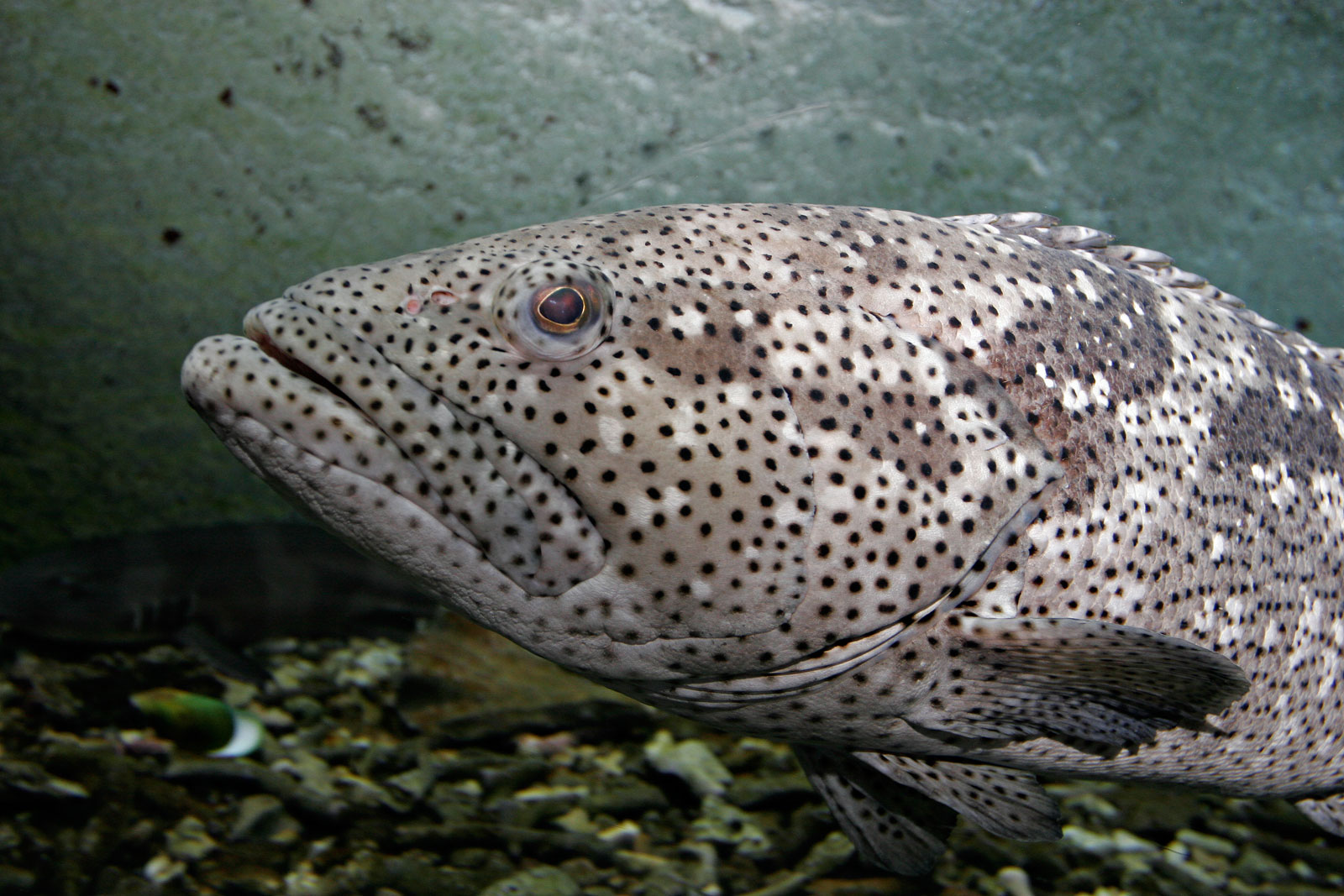
頭部